# Rhammatocerus suffusus
Rhammatocerus suffusus är en insektsart som först beskrevs av Rehn, J.A.G. 1906.  Rhammatocerus suffusus ingår i släktet Rhammatocerus och familjen gräshoppor. Inga underarter finns listade i Catalogue of Life.